# 岩谷昌樹
岩谷昌樹（いわたに まさき、1973年12月8日 - ）は、日本の経営学者、詩人、東海大学経営学部経営学科教授。
岡山県倉敷市生まれ。1996年立命館大学経済学部卒、2001年同大学院経営学研究科博士後期課程修了、「日本商社制度の革新性と適合性」で博士（経営学）。1998-2001年立命館大学助手。2003年東海大学政治経済学部経営学科専任講師、2006年同助教授、2007年准教授を経て、2013年より教授となる。

## 著書
- 『詩集　待ち人たちの背中』関西図書出版
- 『詩集　旅人たちの肖像』関西図書出版
- 『何のたくらみもない 詩集』近代文芸社 1994
- 『顔 岩谷昌樹詩集』日本文学館 2003
- 『ケースで学ぶ国際経営 進化する企業の戦略と組織』中央経済社 2005
- 『トピックスから捉える国際ビジネス』白桃書房 2007
- 『グローバル企業のデザインマネジメント』学文社 2009
- 『大学生のための国際経営論』 創成社 2018
- 『コンカレント・カンパニー―寄り添う企業が市場を制す―』 晃洋書房 2018
- 『現代ビジネス論』 学文社 2021
- 『グローバルビジネスと企業戦略: 経営学で捉える多国籍企業』 法律文化社 2021

### 共編著
- 『デザインマネジメント入門 デザインの戦略的活用』長沢伸也共編著 佐藤典司,岩倉信弥,中西元男共著 京都新聞出版センター 2003
- 『ホンダのデザイン戦略経営 ブランドの破壊的創造と進化』岩倉信弥,長沢伸也共著 日本経済新聞社 2005
- 『総合商社 商社機能ライフサイクル』谷川達夫共著 税務経理協会 2006
- 『ケースブック戦略的マネジメント』徳田昭雄共編著 白桃書房 2007
- 『組織能力と企業経営 戦略・技術・組織へのアプローチ』橋本輝彦共編著 晃洋書房 2008
- 『丸紅』(リーディング・カンパニーシリーズ）野崎稚恵,副島智一共著 出版文化社新書 2008
- 『デザインマインド・マネジャー 盛田昭夫のデザイン参謀黒木靖夫』長沢伸也編 日本出版サービス 2009
- 『戦略的デザインマネジメント デザインによるブランド価値創造とイノベーション』ブリジット・ボージャ・ド・モゾタ, 河内奈々子,長沢伸也共著 同友館 2010
- 『デザイン・バイ・マネジメント』八重樫文共著 青山社 2014
- 『グッチの戦略 名門を3度よみがえらせた驚異のブランドイノベーション』長沢伸也編著 福永輝彦,小山太郎共著 東洋経済新報社 2014

### 翻訳
- ロベルト・ベルガンティ『デザイン・ドリブン・イノベーション 製品が持つ意味のイノベーションを実現した企業だけが,市場優位に立つ』佐藤典司監訳 八重樫文共監訳・訳 立命館大学経営学部DML訳 同友館 2012

## 論文
- <岩谷昌樹